# Žalm 107
Žalm 107 („Chválu vzdejte Hospodinu, protože je dobrý“) je biblický žalm. V překladech, které číslují podle Septuaginty, se jedná o 106. žalm. Žalm je výzvou, aby lid radostně přinášel oběti díků a veřejně velebil Hospodina za jeho pomoc. Talmud na základě tohoto žalmu vyjmenovává čtyři zvláštní případy, kdy je věřící povinen přinést děkovnou oběť a vyslovit zvláštní požehnání za Boží odplatu dobrem. Kromě toho žalm nabývá zvláštního významu s ohledem na zmínku v midraši, podle něhož v čase příštím pominou všechny modlitby a oběti s výjimkou modliteb a obětí děkovných.